# Сабина Бабајева
Сабина Бабајева (азер. Səbinə Babayeva; Баку, 2. децембар 1979) је азербејџанска певачица. Представљала је Азербејџан на Песми Евровизије 2012. са песмом „When the music dies“. Пошто је Азербејџан победио 2011. она је била директно у финалу. Својој домовини донела је престижно 4.место.

## Дискографија

### Синглови
- 2003. - Roya kimi
- 2012. - When the Music Dies